# Euphyia subillineata
Euphyia subillineata är en fjärilsart som beskrevs av Embrik Strand 1920. Euphyia subillineata ingår i släktet Euphyia och familjen mätare. Inga underarter finns listade i Catalogue of Life.